# Рук, Роберт
Роберт Рук (венг. Ruck Róbert; род. 10 декабря 1977) — венгерский шахматист, гроссмейстер (2000).
Чемпион Венгрии 2002 года.
В составе сборной Венгрии участник 4-х Олимпиад (2000—2006). На олимпиаде 2002 года, играя на резервной доске, получил серебряную медаль в команде. 

## Изменения рейтинга
| Графики недоступны из-за технических проблем. См. информацию на Фабрикаторе и на mediawiki.org. |